# São Roque do Canaã
São Roque do Canaã este un oraș în statul Espírito Santo (ES) din Brazilia.